# Dávid Géza (történész)
Dávid Géza (Budapest, 1949. augusztus 22. –) magyar történész, turkológus (oszmanista), egyetemi tanár, intézetigazgató, Dávid Zoltán (1923–1996) történész, demográfus fia. Munkássága homlokterében a magyarországi török hódoltság népesedés-, közigazgatás- és gazdaságtörténete áll, elsősorban török források feldolgozása révén.

## Élete
1968-ban érettségizett a Veres Pálné Gimnáziumban, 1973-ban fejezte be török történelem‒angol szakos tanulmányait az ELTE Bölcsészettudományi Karán. Bölcsészdoktori fokozatot 1975-ben, kandidátusit 1985-ben szerzett, az MTA doktora 1997-ben lett, s 1998-ban habilitált. 1972–1973-ban török nyelvórákat tartott a szegedi József Attila Tudományegyetemen. 1973-tól az ELTE Török Filológiai Tanszékén lett tanársegéd. 1980-ban adjunktussá, 1987-ben docenssé, 2000-ben egyetemi tanárrá léptették elő. 1993–1998 és 1999–2014 között tanszékvezetőként, 2010–2014 között egyben az Orientalisztikai Intézet igazgatójaként tevékenykedett. Vezeti a Történelemtudományi Doktori Iskola Az Oszmán Birodalom, a magyarországi török hódoltság és a Török Köztársaság története elnevezésű programját. 2019-ben került nyugállományba, s ebben az évben megkapta a professor emeritus címet. 
Bő két évet kutatott török levéltárakban, de Európa, így Bécs, a Vatikán, Velence, München, Párizs és Varsó közgyűjteményeiben is. Ösztöndíjai közül a MTA‒Soros, a Széchenyi professzori, a Humboldt, a Mellon és a Fulbright említhető. Vendégelőadásokat tartott Cambridge, Oxford, London, (Kelet-)Berlin, München, Ankara, Isztambul egyetemein és tudományos intézményeiben. 
Tagja a Magyar Tudományos Akadémia köztestületének és Orientalisztikai Bizottságának. 1973-as újraalapítása óta tagja, kilenc éven át tudományos titkára, 20 éve alelnöke a Kőrösi Csoma Társaságnak. 1996-tól a Keletkutatás című orientalisztikai folyóirat szerkesztőbizottságában ténykedik. A Magyar‒Török Baráti Társaság egyik alapítója, 5 évig alelnöke, majd 1998-tól 10 évig elnöke volt. Állam- és kormányfői szinten látott el tolmácsolási feladatokat.

## Munkássága
Publikációi, amelyek száma eléri a 400-at (2022), 1974 óta jelennek meg magyar, angol, török és német nyelven a turkológia és a történettudomány rangos hazai és külföldi folyóirataiban, valamint gyűjteményes köteteiben. Monográfiát készített a Simontornyai szandzsák 16. századi történetéről, amelyről Szakály Ferenc azt írta, hogy etalon a további hasonló munkákhoz. Ezt törökre is lefordították. Összegző, sok irányból közelítő tanulmányban vizsgálta Magyarország demográfiai viszonyait a 16‒17. században. Bemutatta a népesség vándormozgalmát a Buda alá sorolt településeken 1546 és 1559 között. Felmérte a városi lakosság arányának változásait a hódoltság korában. Helytörténeti monográfiákban (Békéscsaba, Elek, Bonyhád, Szigetvár) tőle származik a több újdonsággal szolgáló, módszertani szempontból figyelemre méltó török kori fejezet. Gerelyes Ibolyával feltérképezte a történeti források és a régészeti leletek szóba jövő találkozási pontjait. Összeállította néhány magyarországi szandzsák vezetőinek (bégjeinek) a névsorát, illetve írta meg pár jelentékeny itt működő alkormányzó életrajzát. Feldolgozta a becsei-becskereki kincstári bevételeket tartalmazó kimutatást. Fodor Pállal együtt kiadta a szultáni tanács jegyzőkönyveiben, a mühimme defterikben szereplő legkorábbi magyar vonatkozású parancsokat.  A Cambridge History of Turkey-ben összefoglalta az Oszmán Birodalom hadtörténetét 1453 és 1603 között. A The Encyclopaedia of Islam második és harmadik kiadásának, illetve a 44 kötetes Türkiye Diyanet Vakfı İslâm Ansiklopedisi magyar vonatkozású címszavainak jelentős részét ő készítette el.  A magyar‒török kapcsolatok 19. és 20. századi egyes vonatkozásait is tárgyalta. Magyarországon elsőként megszerkesztette a több kiadást megért magyar‒török, török‒magyar (úti)szótárat.  A mintegy 1000 tételt számláló idézési listájában magas a külföldi hivatkozások aránya. Válogatott tanulmányaiból egy-egy kötet jelent meg itthon (Pasák és bégek uralma alatt) és Törökországban (Studies in Demographic and Administrative History of Ottoman Hungary).

## Családja
1988-ban kötött házasságot, felesége Bajor Ágota építészmérnök, könyvtáros, hittankönyvek társszerzője. 1990 és 1995 között négy leánygyermekük született: Réka, Orsolya, Margit, Emese.

## Díjai, elismerései
- A Türk Tarih Kurumu levelező (1989), tiszteleti tagja (2013)
- Török Köztársaság Érdemrendje (Liyakat Nişanı) (1995)
- Akadémiai Kiadó, Nívódíj (2007)
- A Magyar Érdemrend Tisztikeresztje (2019)

## Főbb művei
- A Simontornyai szandzsák a 16. században. Budapest, 1982.
- A török hódoltság kora. Békéscsaba története. Első kötet. A kezdetektől 1848-ig. (Szerk. Jankovich B. Dénes–Erdmann Gyula). Békéscsaba, 1991, 207–312.
- Szigetvár 16. századi bégjei. Tanulmányok a török hódoltság és a felszabadító háborúk történetéből. A szigetvári történész konferencia előadásai a város és a vár felszabadításának 300. évfordulóján. (Szerk. Szita László). Pécs, 1993, 159–191.
- Hungarian–Ottoman Military and Diplomatic Relations in the Age of Süleyman the Magnificent. (Ed. by Géza Dávid and Pál Fodor). Budapest, 1994.
- Administration in Ottoman Europe. Süleyman the Magnificent and His Age. The Ottoman Empire in the Early Modern World. (Ed. by Metin Kunt and Christine Woodhead). London–New York, [1995], 71–90.
- Studies in Demographic and Administrative History of Ottoman Hungary. (Analecta Isisiana, XXV.) Istanbul, 1997.
- Magyarország népessége a 16–17. században. In: Magyarország történeti demográfiája (896–1995). Millecentenáriumi előadások. (Szerk. Kovacsics József). Budapest, 1997, 141–171.
- Osmanlı Macaristan’ında toplum, ekonomi ve yönetim. 16. yüzyılda Simontornya sancağı. (Tarih Vakfı Yurt Yayınları, 81.) İstanbul, 1999.
- Ottoman Social and Economic Life Unearthed. An Assessment of Ottoman Archaeological Finds in Hungary. In: Studies in Ottoman Social and Economic Life. Studien zu Wirtschaft und Gesellschaft im Osmanischen Reich. (Hrsg. von Raoul Motika, Christoph Herzog, Michael Ursinus). Heidelberg, 1999, 43–79. [Társszerző Gerelyes Ibolya]
- Mohács–Pécs 16. századi bégjei. Pécs a törökkorban. (Szerk. Szakály Ferenc). (Tanulmányok Pécs Történetéből, 7.) Pécs, 1999, 51–87.
- Ottomans, Hungarians, and Habsburgs in Central Europe. The Military Confines in the Era of Ottoman Conquest. (Ed. by Géza Dávid and Pál Fodor). Brill, Leiden‒Boston‒Köln, 2000.
- The mühimme defteri as a Source for Ottoman–Habsburg Rivalry in the Sixteenth Century. Archivum Ottomanicum 20 (2002) 167–209.
- Pasák és bégek uralma alatt. Népesedés- és közigazgatás-történeti tanulmányok. Budapest, 2005.
- „Az ország ügye mindenek előtt való.” A szultáni tanács Magyarországra vonatkozó rendeletei (1544–1545, 1552). “Affairs of State Are Supreme”. The Orders of the Ottoman Imperial Council Pertaining to Hungary (1544–1545, 1552). Budapest, 2005. [Társszerző Fodor Pál]
- Ransom Slavery Along the Ottoman Borders (Early Fifteenth – Early Eighteenth Centuries. (Ed. by Géza Dávid and Pál Fodor). (The Ottoman Empire and its Heritage, 37.) Leiden, 2007.
- „Ez az ügy fölöttébb fontos.” A szultáni tanács Magyarországra vonatkozó rendeletei (1559–1560, 1564–1565). “This Affair is of Paramount Importance”. The Orders of the Ottoman Imperial Council Pertaining to Hungary (1559–1560, 1564–1565). Budapest, 2009. [Társszerző Fodor Pál]
- Vámok és kincstári bevételek a Temesvári vilájetben. Becskerek és Becse korai pénzügyi elszámolásai. Pénztörténet – gazdaságtörténet. Tanulmányok Buza János 70. születésnapjára. (Szerk. Bessenyei József–Draskóczy István). Budapest–Miskolc, 2009, 77–98
- Ottoman Armies and Warfare, 1453–1603. The Cambridge History of Turkey. II. The Ottoman Empire as a World Power, 1453–1603. (Ed. by Suraiya N. Faroqhi‒Kate Fleet). Cambridge, 2013, 276–319.
- Kasım voyvoda, bey ve paşa. Ankara Üniversitesi Tarih Araştırmaları Dergisi 35/60 (2016), 291–330.
- Felix Petancius és a török szultánokról készített első európai családfa. Keletkutatás 2020. tavasz, 47‒88. [Társszerző Lakatos Bálint]
- Pozsega 16. századi szandzsákbégjei – kitekintés a 17. századra. Keletkutatás 2020. ősz, 5‒31.